# Горные рыбоядные хомяки
Горные рыбоядные хомяки  (Neusticomys) — это род специализированных хомяков из подсемейства Sigmodontinae, обитающих в северной части Южной Америки. В род включают шесть видов.

## Описание
Длина тела  от 10 до 13 сантиметров, длина хвоста составляет  от 9 до 11 сантиметров. Мех мягкий, у вида N. monticolus серо-черный, у остальных коричневый.
У рода Neusticomys значительно меньше приспособлений к земноводному образу жизни, чем других видов трибы Ichthyomyini. Хотя они живут возле рек и ручьёв, у них остаются некоторые анатомические особенности, напоминающие наземных хомяков: внешние уши хорошо видны и не скрыты в шерсти; задние лапы не расширены и лишены межпальцевых перепонок. К тому же, обтекаемая форма туловища менее выражена. Но острые резцы демонстрируют идеальную адаптацию к питанию насекомыми.

## Ареал
Животные этого рода обитают на севере Южной Америки, их ареал простирается от Колумбии, Эквадора и Перу через Венесуэлу до Французской Гвианы и северной Бразилии.

## Виды
Известны шесть видов:
- Neusticomys ferreirai Percequillo, Carmignotto & Silva, 2005
- Горный рыбоядный хомяк (Neusticomys monticolus)  Anthony, 1921 — обитает в западной Колумбии и северном Эквадоре.
- Рыбоядный хомяк Муссо (Neusticomys mussoi)  Ochoa G. & Soriano, 1991 — известен только в одном месте на западе Венесуэлы.
- Гвианский рыбоядный хомяк (Neusticomys oyapocki)  (Dubost & Petter, 1978) — обитает во Французской Гвиане и на северо-востоке Бразилии.
- Перуанский рыбоядный хомяк (Neusticomys peruviensis)  (Musser & Gardner, 1974) — известен только в двух местах на востоке Перу.
- Венесуэльский рыбоядный хомяк (Neusticomys venezuelae) (Anthony, 1929) — обитает на востоке и юге Венесуэлы и Гайаны.

Обычным видом является только N. monticolus; еще четыре вида известны по очень немногим экземплярам и о них мало что известно. Эти четыре вида занесены в список МСОП как находящиеся под угрозой исчезновения.  Шестой вид был описан только в 2005 году.